# SønderjyskE
Sønderjysk Elitesport este o echipa de fotbal din Haderslev, Danemarca. În prezent joacă în Prima Ligă Daneză.

## Sezoane
- 3 sezoane în  Prima Ligă a Danemarcei
- 8 sezoane în  A Doua Ligă a Danemarcei
- 5 sezon în  A Treia Ligă a Danemarcei